# Heinrich Schunck
Hans Heinrich Schunck (* 17. Juli 1816 in Lübeck; † 15. Oktober 1896 ebenda) war ein deutscher Kaufmann und Literat.

## Leben
Heinrich Schunck war ein Sohn von Nicolaus Schunck (* 1. Juni 1786 in Eilsdorf; † 28. Mai 1858 in Lübeck). Der Vater arbeitete als sogenannter „Wettediener“, was einem unteren Beamten bei der Gewerbepolizei entsprach. Seine Mutter war Maria Henriette Friederica, geborene Paasch (* 30. Juni 1786 in Lübeck; † 13. Juli 1859 ebenda).
Ab Ostern 1824 besuchte Schunck das Katharineum zu Lübeck. Hier lernte er mit Ferdinand Röse, Wilhelm Mantels und Emanuel Geibel, mit dem ihn eine enge Freundschaft verband. Gemeinsam mit diesen und weiteren Personen rief Schunck den „Poetischen Verein“ ins Leben. Die Mitglieder verfassten eigene Texte, die sie einander vorstellten und diskutierten. Aufgrund des geringen Einkommens seiner Eltern konnte Schunck nicht studieren. So beendete er zu Ostern 1831 die Schullaufbahn am Katharineum. Danach absolvierte er eine kaufmännische Ausbildung.
1840 erwarb Schunck das Lübecker Bürgerrecht. Am 19. November desselben Jahres heiratete er Friederika Luise, geb. Werdelburg (* 13. Mai 1820 in Lübeck; † 21. April 1874 ebenda), deren Vater Johann Georg Gotthard Werdelburg ein Maler war. Das Ehepaar hatte einen Sohn, der 1853 bei der Geburt starb.
Seit 1840 leitete Schunck die Generalagentur der Aachen-Münchener Feuer-Versicherung. Kurz vor seinem Tod gab er die Agentur an einen Nachfolger weiter.

## Wirken im Bereich der Künste
Schunck begeisterte sich für Literatur und Theater und hatte großes literarisches Wissen. Er verfügte über sprachliches Formgefühl, urteilte sicher und geschmackvoll. In der Historie der Lübecker Literatur ist er mehrfach als originelle Persönlichkeit zu finden.
Schunck gehörte der Schiller-Stiftung an, dem Lübecker Zweigverein der Deutschen Schillerstiftung und seinerzeit die bedeutendste literarische Gesellschaft der Stadt. 1863/64 übernahm er das Amt des Kassenführers, 1869 gehörte er dem Vorstand der Stiftung an. Besonders bedeutend für seine Reputation in der Lübecker Gesellschaft war die Beziehung zu Emanuel Geibel. Nachdem dieser 1868 zurückgekehrt war, verbrachten sie derart viel Zeit miteinander, dass Schunck als „Geibels Schatten“ bezeichnet wurde. Geibel führte Tagebücher, in denen er notierte, dass ihn Schunck bei täglichen Spaziergängen und abendlichen Treffen inspiriert habe.
Um 1890 beeinflusste Schunck junge Schriftsteller wie Ida Boy-Ed, Ludwig Ewers oder Heinrich Mann. Eigentlich sahen sie seinen Geschmack von Literatur und Kunst als nicht mehr zeitgemäß an. Trotzdem galt er ihnen als Autorität, der sie ihre eigenen Werke zur Beurteilung vorlegten. Schunck war Idealist und Ästhet; die moderne naturalistische und realistische Literatur, die Heinrich Mann studierte, gefiel ihm nicht. Ida Boy-Ed beschwerte sich darüber, dass Schunck die in den 1880er Jahren in Lübeck weitverbreitete Ablehnung Wagners geteilt habe.

## Werke
Schunck schrieb keine eigenen überlieferten Werke. Gemäß Quellen schuf er aus Judith Gautiers Novelle „Les cruautés de l'amour“ ein Drama, das 1894 in Lübeck als „André Ivanowitsch“ zu sehen war.
Andere Autoren räumten Schunck Platz in ihren Werken ein, so Ida Boy-Ed in ihrer Novelle „Die Kommode“, in der Schunck mit richtigem Namen zu finden ist. Ludwig Ewers schuf nach Schuncks Vorbild eine von zwei Hauptrollen in dem großen Lübeck-Roman „Die Großvaterstadt“. In den Buddenbrooks erhielt der Maler Sigismund Gosch Schuncks Wesenszüge.

## Nachlass
Aus Schuncks Nachlass erhielt die Lübecker Stadtbibliothek verschiedene die Schachspielkunst und die deutsche Litteratur betreffende Schriften (13 Werke in 38 Bänden).